# Pascal Thomas
 (février 2025).
Si vous disposez d'ouvrages ou d'articles de référence ou si vous connaissez des sites web de qualité traitant du thème abordé ici, merci de compléter l'article en donnant les références utiles à sa vérifiabilité et en les liant à la section « Notes et références ».
Pour les articles homonymes, voir Thomas.
Pascal Thomas est un réalisateur, scénariste, acteur et producteur de cinéma français né le 2 avril 1945 à Saint-Chartres dans le Poitou,,.

## Biographie
À Montargis, avec son professeur de français, Roland Duval, qui deviendra le collaborateur de ses premiers films, il crée un ciné-club. Il participe à VO, une revue de cinéma qui prend notamment pour cibles Michelangelo Antonioni, ainsi que les revues les Cahiers du cinéma et Télérama.
Il entre comme journaliste en 1965 à Paris Presse, puis au Nouveau Candide. Il écrit aussi pour Réalités, Elle, Marie-Claire, Lui.
Il crée en 1967, avec le dessinateur Guy Peellaert, Pravda la Surviveuse, bande dessinée emblématique des années Pop Art, dont l'héroïne s'inspire de Françoise Hardy.
En 1968, il réalise une série de reportages dont l'un des premiers films sur les Black Panthers et leur cofondateur, Huey Newton, alors emprisonné.
Répondant à la suggestion de Claude Berri, il écrit son premier scénario, extrait d’un épisode d’un roman autobiographique qu’il n’achèvera jamais. Ce scénario deviendra son seul court-métrage, Le poème de l’élève Mikovsky, qui sera prolongé par le long métrage Les Zozos (1972).
Il réalise ensuite Pleure pas la bouche pleine et Le Chaud Lapin, qui contribuent à faire connaître Bernard Menez, puis, Confidences pour confidences, Celles qu’on n’a pas eues et Les Maris, les Femmes, les Amants.
Il abandonne momentanément le cinéma pour se consacrer aux voyages et à la bibliophilie. Sa spécialité : l'achat de textes manuscrits de grands auteurs (Borges, Maupassant, Guitry, Simenon, Mérimée, etc.). Il revient au cinéma en 1998 pour réaliser La Dilettante, avec Catherine Frot, en partie financé grâce à des gains au loto sportif !
Il préside un temps la Commission d’avance sur recettes, au sein du Centre national du cinéma et de l'image animée (CNC). Sur les conseils du cinéaste italien Vittorio Cottafavi, il crée une avance à la "ultima opera", c’est-à-dire au dernier film, afin de compléter les avances aux premiers films, déjà existantes.
Président de la Société Française des Réalisateurs de Films de 2001 à 2006, il nomme Olivier Père comme délégué général à La Quinzaine des Réalisateurs.
Il invente le prix du Carrosse d’or, remis au Festival de Cannes lors de la cérémonie d’ouverture de La Quinzaine. Il sera remis à des cinéastes tels que Jacques Rozier, Clint Eastwood, Nanni Moretti, Ousmane Sembene, David Cronenberg, Agnès Varda.
De 2004 à 2012, il réalise quatre adaptations de romans d’Agatha Christie, Mon petit doigt m'a dit..., Le Crime est notre affaire et Associés contre le crime... (ces trois films avec Catherine Frot et André Dussollier) et L'Heure zéro (avec Danielle Darrieux, Melvil Poupaud, Clément Thomas et Laura Smet).
À la même période, il tourne Mercredi, folle journée ! (avec Vincent Lindon et Victoria Lafaurie), Le Grand Appartement (avec Laetitia Casta,  Pierre Arditi, et Mathieu Amalric) et Ensemble nous allons vivre une très très grande histoire d'amour... (avec Julien Doré et Marina Hands).
En 2007, le festival International du film Entrevues à Belfort lui consacre une rétrospective.

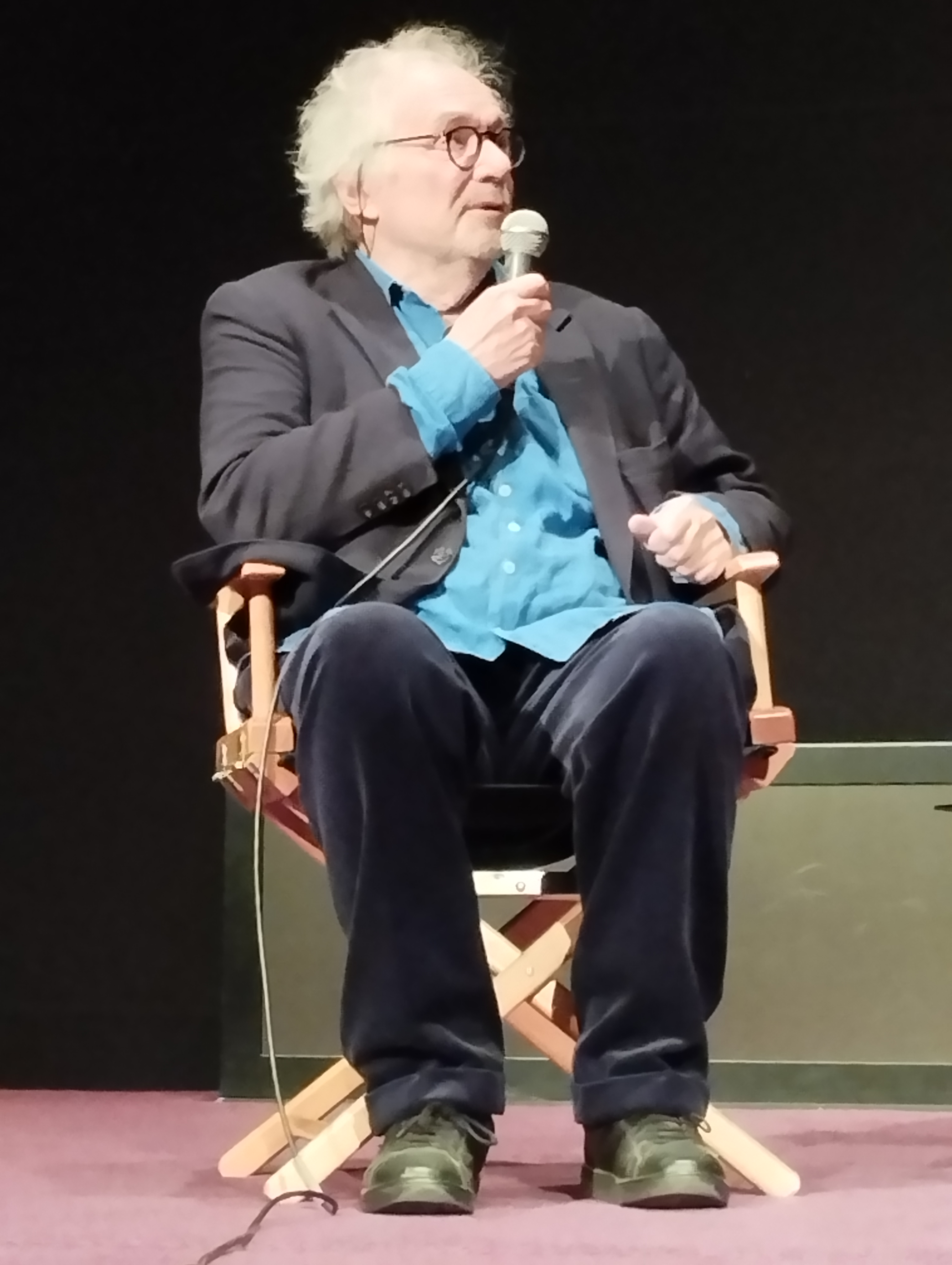
Pascal Thomas présentant Mercredi, folle journée ! à la Cinémathèque française, en octobre 2023.

En 2008, l'Académie française l'honore de son « Grand Prix du Cinéma ».
En 2023, la Cinémathèque française organise une rétrospective intégrale de son œuvre.

### Vie privée
Pascal Thomas a quatre enfants : Émilie Thomas, Clément Thomas (décédé en 2019), Joséphine Le Gouvello et la fille de Nathalie Lafaurie Victoria Lafaurie.

## Filmographie

### Réalisateur

#### Longs-métrages
- 1972 : Les Zozos
- 1973 : Pleure pas la bouche pleine
- 1974 : Le Chaud Lapin
- 1976 : La Surprise du chef
- 1977 : Un oursin dans la poche
- 1979 : Confidences pour confidences
- 1981 : Celles qu'on n'a pas eues
- 1989 : Les Maris, les Femmes, les Amants
- 1991 : La Pagaille
- 1999 : La Dilettante
- 2001 : Mercredi, folle journée !
- 2005 : Mon petit doigt m'a dit...
- 2006 : Le Grand Appartement
- 2007 : L'Heure zéro
- 2008 : Le Crime est notre affaire
- 2010 : Ensemble, nous allons vivre une très, très grande histoire d'amour...
- 2012 : Associés contre le crime...
- 2014 : Valentin Valentin
- 2019 : À cause des filles..?
- 2024 : Le Voyage en pyjama

#### Courts et moyens-métrages
- 1971 : Le Poème de l'élève Mikovsky (court-métrage)
- 1976 : Nono Nénesse (moyen-métrage co-réalisé avec Jacques Rozier)
- 1987 : publicité EDF

#### Téléfilms
- 1977 : Un coup de rasoir
- 1979 : La Fabrique, un conte de Noël
- 1997 : Bienvenue au Pays du Père Noël

### Scénariste
- 1974 : Le Chaud Lapin
- 1976 : Nono Nénesse
- 1976 : La Surprise du chef
- 1977 : Un oursin dans la poche
- 1979 : Confidences pour confidences
- 1989 : Les Maris, les Femmes, les Amants
- 1991 : La Pagaille
- 1999 : La Dilettante
- 2001 : Mercredi, folle journée !
- 2005 : Mon petit doigt m'a dit...
- 2007 : L'Heure zéro
- 2008 : Le Crime est notre affaire
- 2010 : Ensemble, nous allons vivre une très, très grande histoire d'amour...

### Producteur
- 1999 : La Dilettante

### Acteur
- 1996 : Beaumarchais, l'insolent : critique de théâtre

## Prix et distinctions
- 2008 : Prix René-Clair de l'Académie française pour l'ensemble de son œuvre cinématographique